# Sven Olofsson (stenhuggare)
Sven Olofsson (Sween Olüffson), var en stenhuggare verksam under senare delen av 1600-talet.
Enligt en räkning utfärdad 1664 utförde han tillsammans med Johan Esaiesson arbeten på Drottningholms slott och Hässelbyholm av bevarade dokument vet man att han från 1670 var i tjänst för rikskanslern under Petter Möllers ledning.     